# Хилаль, Муса
Муса Хилаль (араб. موسى هلال‎ Mūsa Hilāl) — советник суданского министра внутренних дел и предполагаемый лидер проправительственного суданского ополчения «Джанджавид», которое принимало активное участие в войне в Дарфуре, сражаясь против сепаратистов.

## Биография
Муса Хилаль родился в 1961 году, точная дата неизвестна. Его клан Ум Джалул осуществлял руководство арабского племени махамидов в Дарфуре. Махамиды являются частью более крупной конфедерации племен скотоводов (аббала) племени Ризейгат. Хилаль являлся лидером ополчения «Джанджавид», которое было ответственным за ряд военных преступлений против гражданского населения в 2003 году в рамках действий по борьбе с повстанцами. 21 января 2008 года федеральное правительство Судана объявило о назначении Муса Хилала на должность главного советника в МВД. Эта должность позволила ему координировать свои действия с региональными лидерами Дарфура.
В январе 2014 года Хилаль покинул правящую Партию национального конгресса Судана и основал новое движение, известное как Суданский революционный совет пробуждения  По состоянию на конец марта того же года Хилаль управлял собственной администрацией в Северном Дарфуре, а его войска контролировали города Сараф-Умра, Кутум, Кабкабия и район Эль-Ваха.
Хилаль был арестован в ноябре 2017 года и осуждён за военные преступления по отношению к мирным жителям.
Исходя из слов самого Муса Хилала, он занимался набором новобранцев для «Джанджавид», хотя постоянно отрицает принадлежность к верховному командованию джанджавидов, и лишь является влиятельным шейхом в Дарфуре. Хилаль также утверждает, что действия джанджавидов организованы и направлены федеральным правительством в Хартуме под руководством президента Судана Омара Хасана аль-Башира. В видеоинтервью с Хьюман Райтс Вотч Муса Хилаль заявил, что все нападения ополченцев непосредственно подготовлены суданским правительством.
11 марта 2021 года помилован и освобождён. Однако Хилаль остался под санкциями ООН и обвиняется в серьёзных преступлениях в Дарфуре.